# Aleurites moluccanus
Bancoulier
Espèce
Classification phylogénétique
Aleurites moluccanus, aussi appelé bancoulier, est une espèce de plantes à fleurs de la famille des Euphorbiaceae. C'est un arbre originaire de zones tropicales indo-malaisiennes et introduite il y a quelques millénaires dans les îles du Pacifique. Ces derniers siècles, l’espèce a été mise en culture dans un grand nombre de pays tropicaux où elle a pu se naturaliser.
En Nouvelle-Calédonie, elle est nommée bancoulier en français, et kürüü en Xârâcùù, une des langues kanak. À Tahiti, on l'appelle ti'a'iri, tutui, tutui ma'ohi ou tuitui. À La Réunion, l’espèce a été introduite juste après son arrivée à l’île Maurice depuis l’Inde en 1759 par le comte d’Estaing. Elle y est appelée bancoul(e), bancoulier,. Aux Antilles françaises où elle a aussi été introduite, elle s’appelle noix de Bancoule, noix des Moluques, noix de Saint Domingue, noisette des Grands Fonds.
Elle est aussi appelée noyer des Moluques, noyer de bancoule, bancoule ou bancoulier.
Le noyer des Moluques est l'arbre officiel de l’État d'Hawaï.
La noix de bancoule broyée est utilisée comme condiment dans la cuisine indonésienne, malaisienne et hawaïenne. On en extrait l'huile de kukui utilisée comme cosmétique. Dans toute son aire de distribution, toutes les parties de la plante (feuilles, graines, fleurs et écorces) ont été utilisées en médecine traditionnelle.

## Synonymes
Selon The Plant List les synonymes sont:
- Aleurites ambinux Pers.
- Aleurites angustifolius Vieill. ex Guillaumin
- Aleurites angustifolius Vieill.
- Aleurites commutatus Geiseler
- Aleurites cordifolius (Gaertn.) Steud.
- Aleurites integrifolius Vieill. ex Guillaumin
- Aleurites integrifolius Vieill.
- Aleurites javanicus Gand.
- Aleurites lanceolatus Blanco
- Aleurites lobatus Blanco
- Aleurites remyi Sherff
- Aleurites trilobus J.R.Forst. & G.Forst.
- Camerium moluccanum (L.) Kuntze
- Camirium cordifolium Gaertn.
- Camirium oleosum Reinw. ex Blume
- Dryandra oleifera Lam.
- Jatropha moluccana L.
- Mallotus moluccanus (L.) Müll.Arg.
- Manihot moluccana (L.) Crantz
- Ricinus dicoccus Roxb.
- Rottlera moluccana (L.) Scheff.
- Telopea perspicua Sol. ex Seem.

## Étymologie
En 1805, Carl Ludwig Willdenow a décrit et nommé l’espèce Aleurites moluccana dans une réédition de Species plantarum où Carl Linné l’avait introduite en 1735 sous le nom Jatropha moluccana.
L’épithète spécifique moluccana fut corrigée en moluccanus car le nom de genre Aleurites est masculin.
Le nom de genre Aleurites est un emprunt au grec ancien ἄλευρον aleuron « farine » (de froment).
L’épithète spécifique moluccanus renvoie au toponyme latin Insulae Moluccae, les Moluques, un archipel situé dans l’Est de l’Indonésie.
Le terme de bancoule est un emprunt à l'indonésien Bengkulu, nom d'une ville et province de Sumatra, par l'intermédiaire du hollandais benkoelen.

## Description

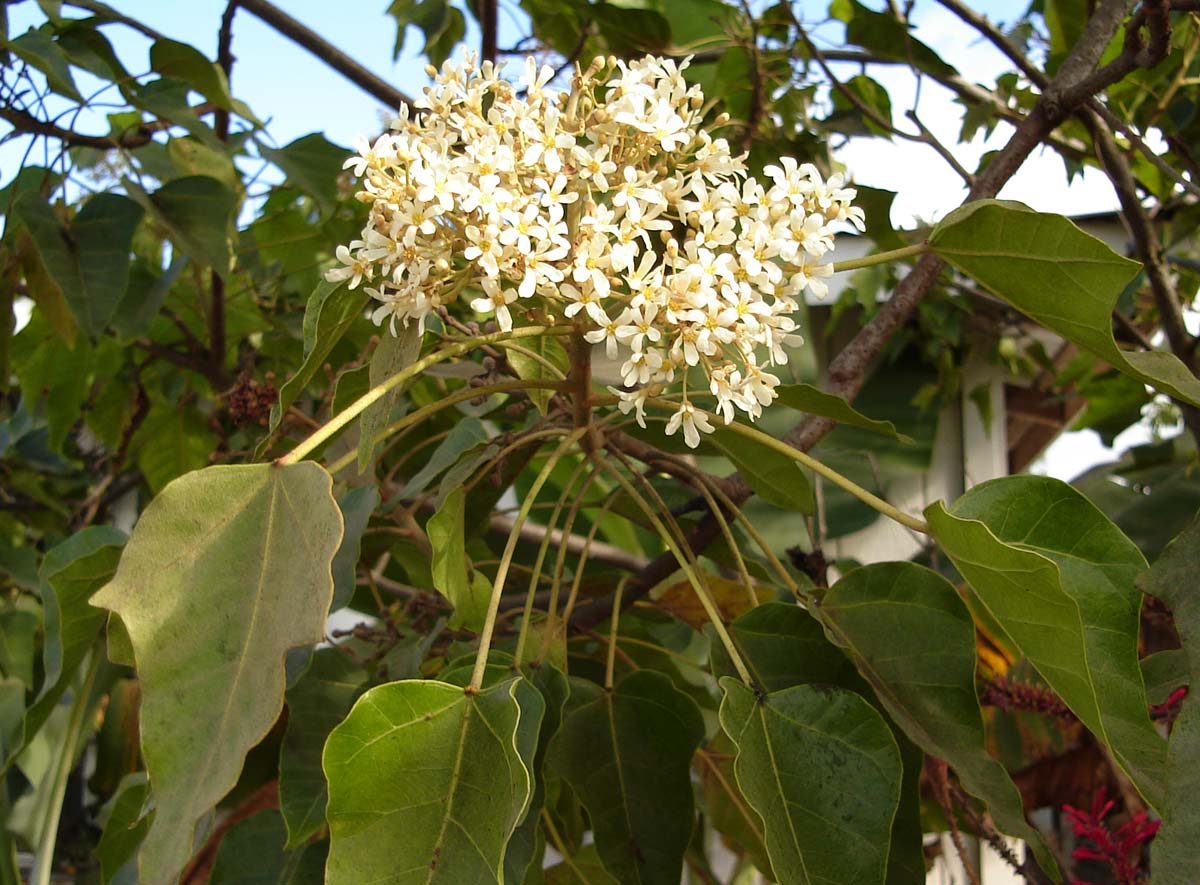
Panicule de fleurs blanchâtres.

C'est un arbre à feuilles persistantes, à croissance rapide pouvant atteindre 20 m de haut, avec une écorce gris-brun. Les jeunes rameaux sont densément pubérulents, d’un gris-brun puis presque glabres à maturité. Les poils sont étoilés. Le bois est jaune clair, mou et lisse.
Ses grandes feuilles peuvent avoir jusqu'à 23 cm de longueur. Elles ont une forme globalement ovale à elliptique-lancéolée, de 14–20 cm de long sur 7–17 cm de large, souvent 3-5 lobées, mais ont des bordures irrégulièrement dentées et/ou ondulées, avec 2 glandes adaxiales discoïdes, et apex acuminé. Elles sont portées par un pétiole de 6-12 (-22) cm de longueur,. L’arbre est reconnaissable par son feuillage gris verdâtre argenté, particulièrement ornemental.
L'inflorescence est une panicule terminale, très ramifiées, de petites fleurs blanchâtres, monoïque. Les fleurs mâles comportent des pétales oblongs-spatulés, blanc jaunâtre, à 15-20 étamines sur 4 rangs. Les fleurs femelles ont le calice et les pétales semblables à ceux des fleurs mâles et un ovaire densément pubérulent avec 2 styles.
Les fruits sont des drupes sphériques, charnues, qui mesurent environ 4–5 cm de diamètre et contiennent une ou deux graines. Ces graines sont oléagineuses et peuvent contenir 60 % d'huile, appelée huile de bancoulier. On appelle ces fruits noix de bancoulier.
La floraison peut en général avoir lieu toute l'année, et des fleurs et des fruits de tous les stades de développement peuvent être présents sur un arbre. Les fruits ont besoin de 3 à 4 mois pour se développer et mûrir. En Nouvelle-Calédonie, la floraison et la fructification ont lieu tout le long de l'année avec un pic entre décembre et février. Aux Petites Antilles, la floraison a lieu en septembre-décembre puis février-juin.

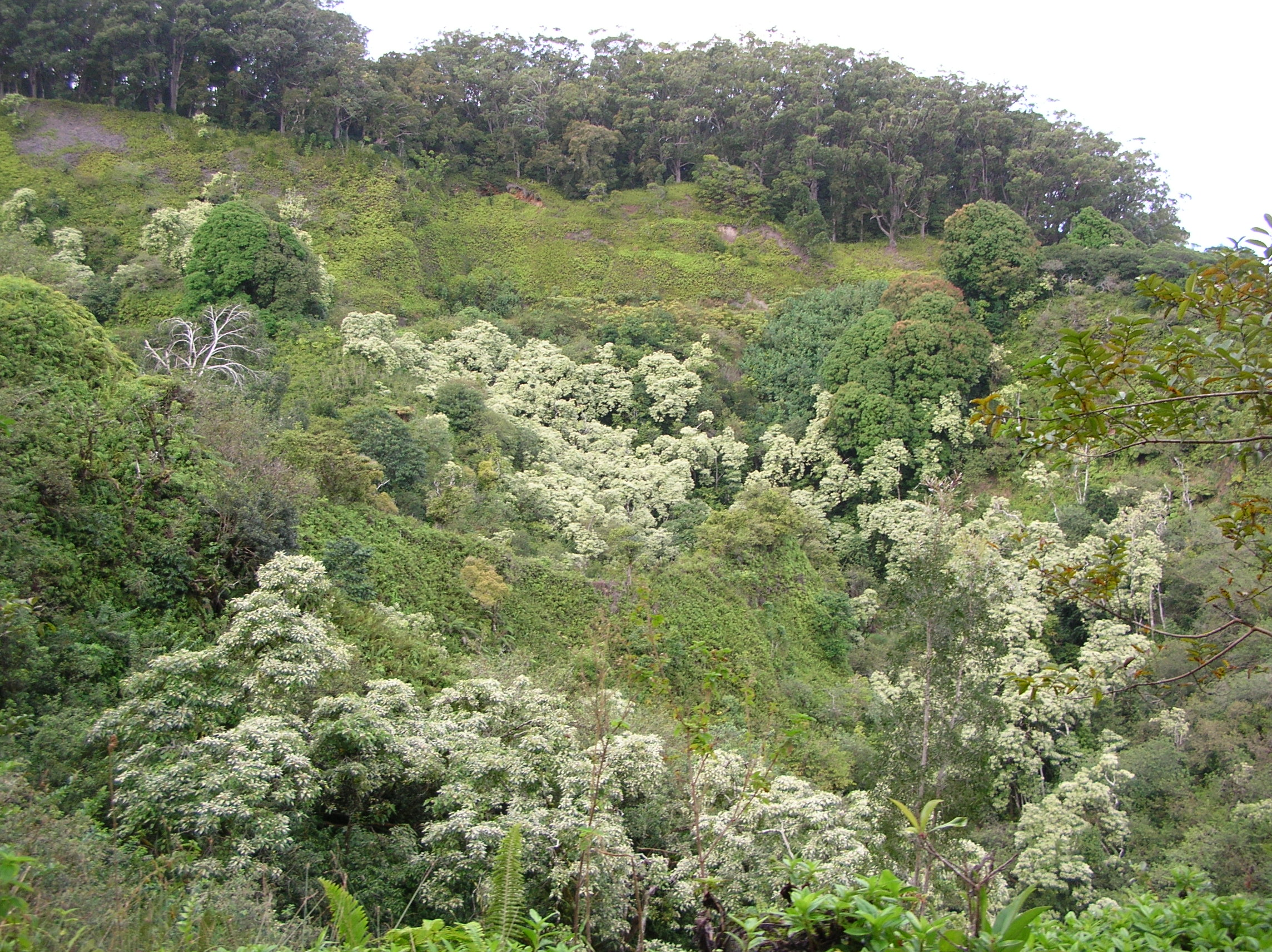
Reflets argentés d'Aleurites moluccanus (Hawaï).
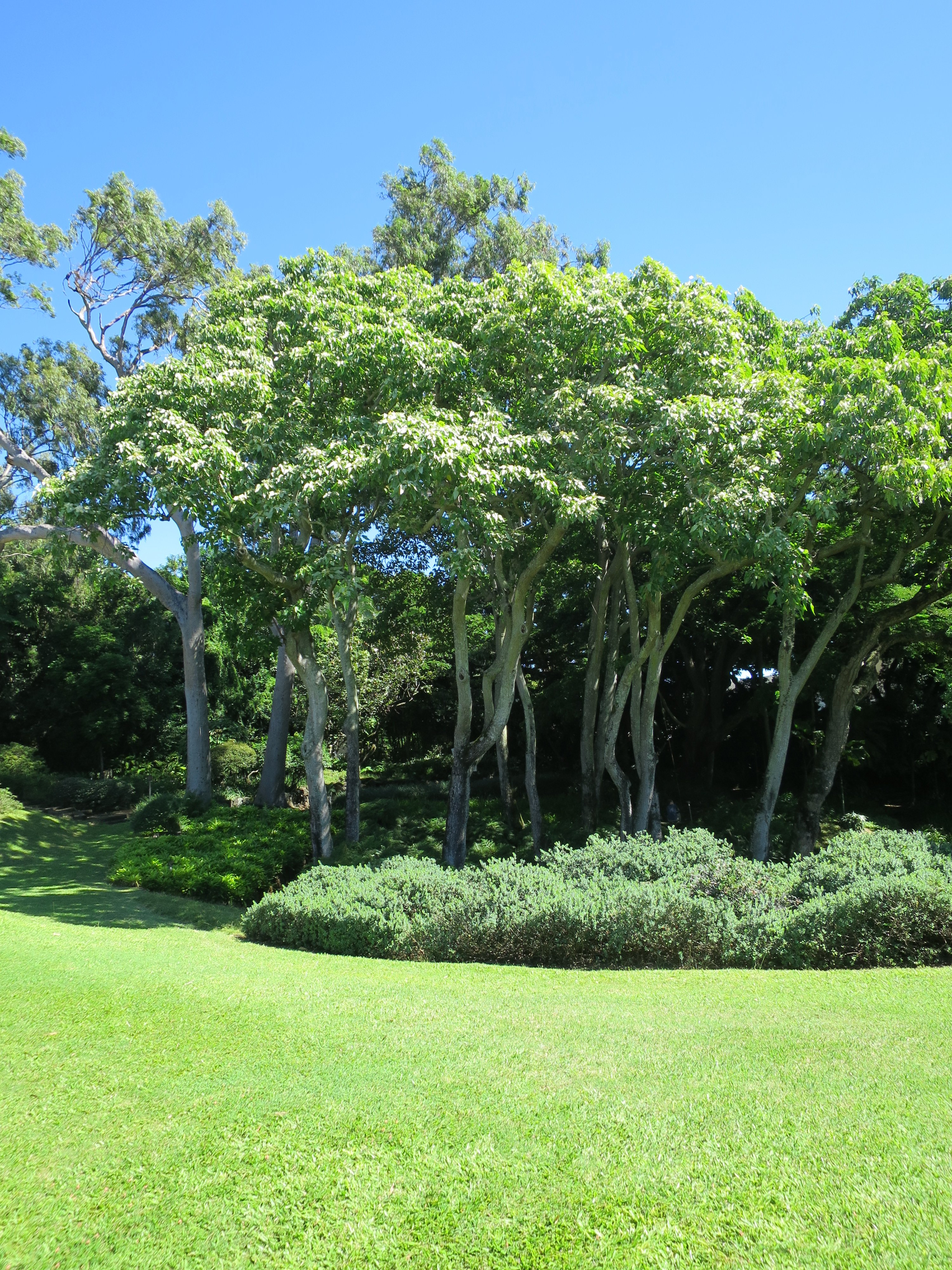
Groupe de bancouliers (Honolulu).
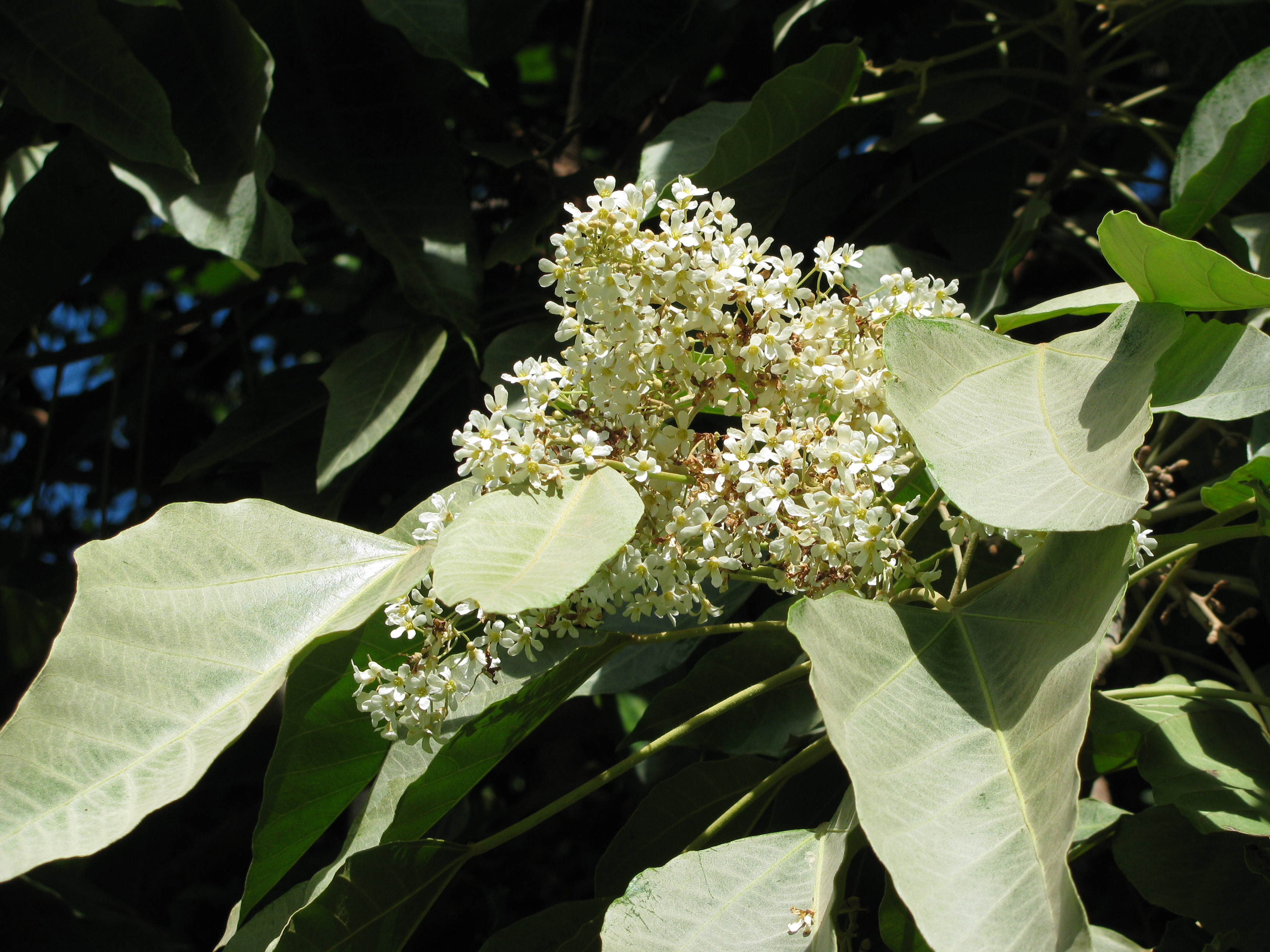
Inflorescence.
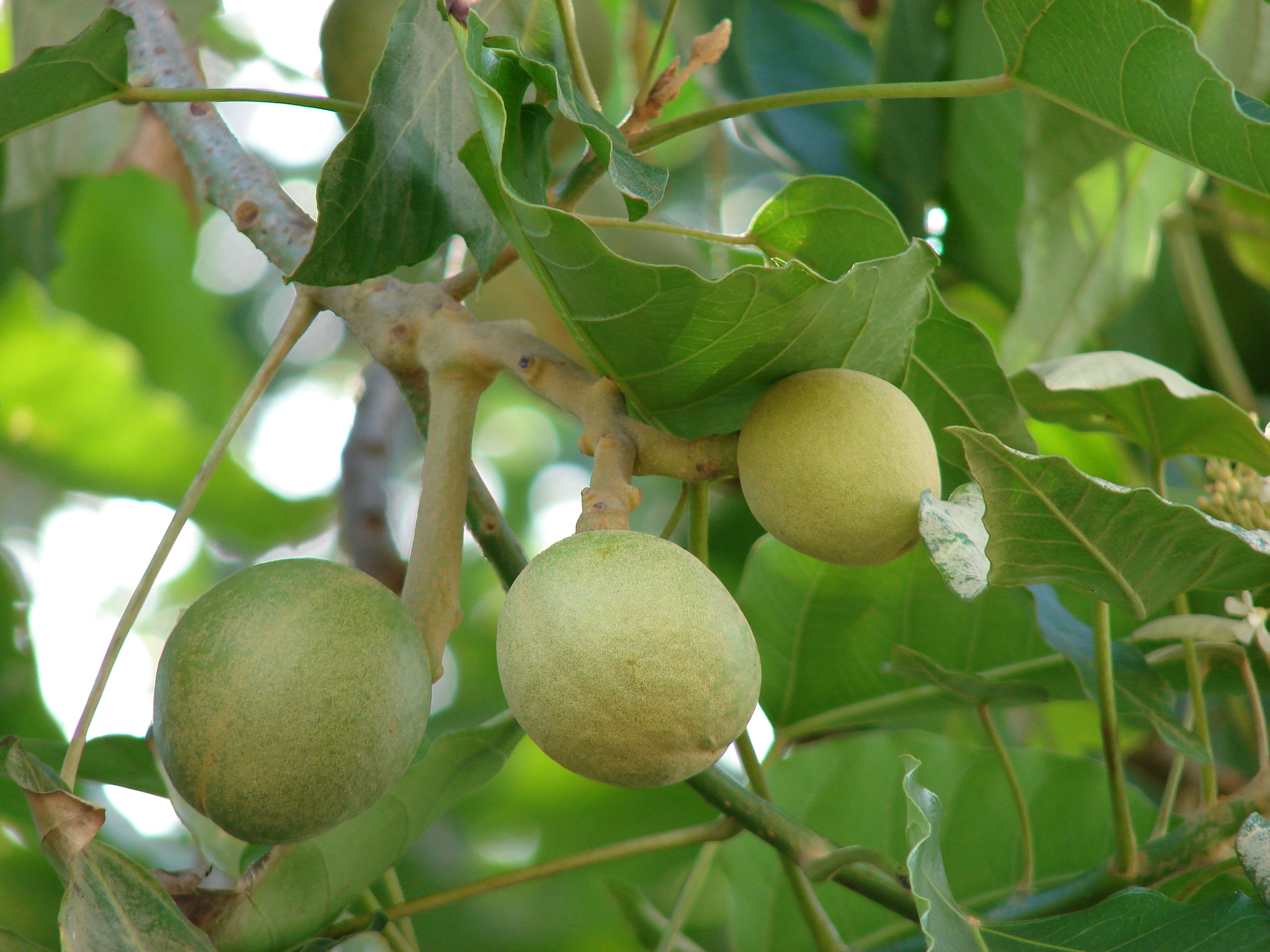
Fruits sur l'arbre.
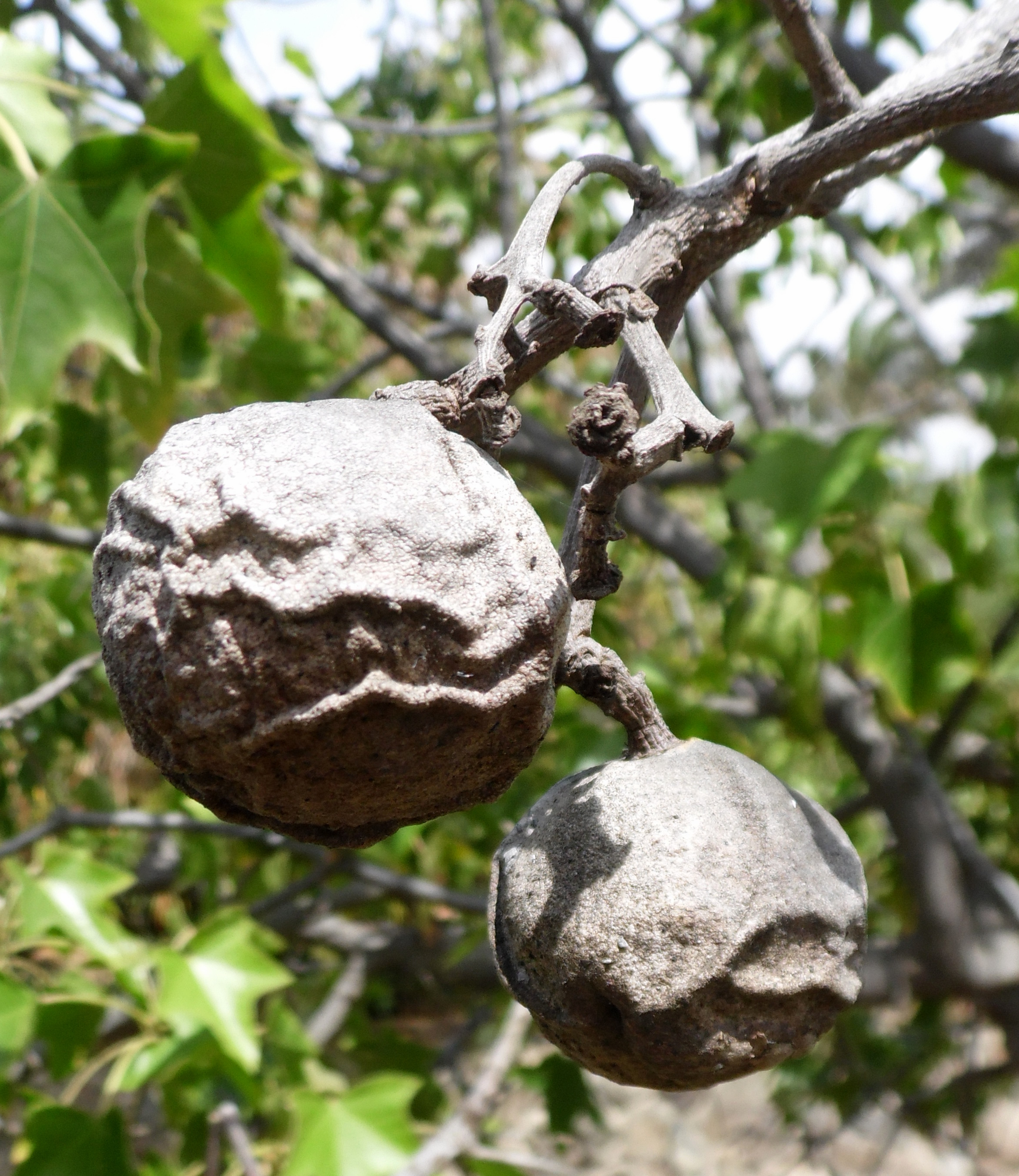
Fruit de bancoulier sec sur l'arbre.
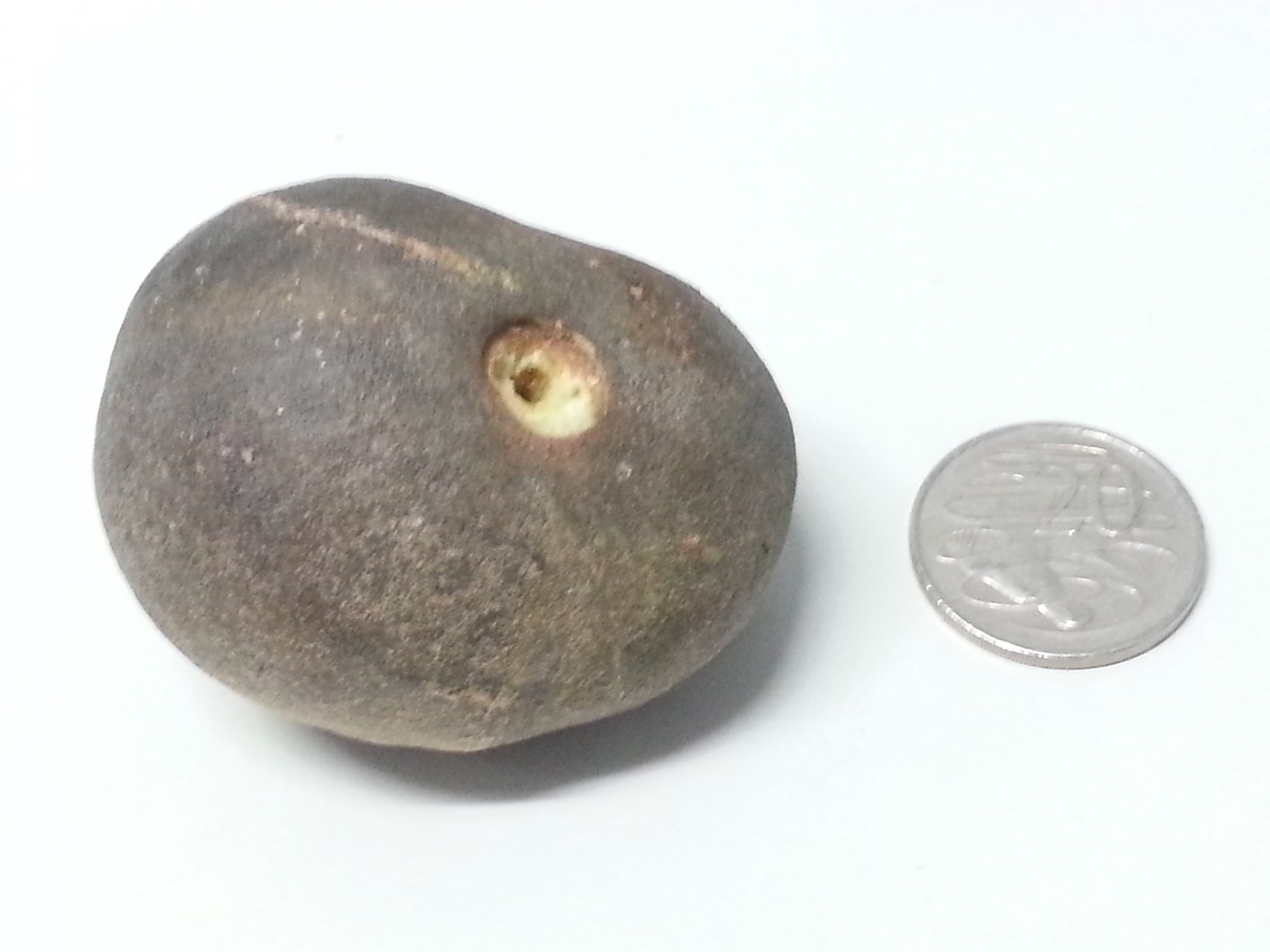
Fruit de bancoulier sec (face basale).
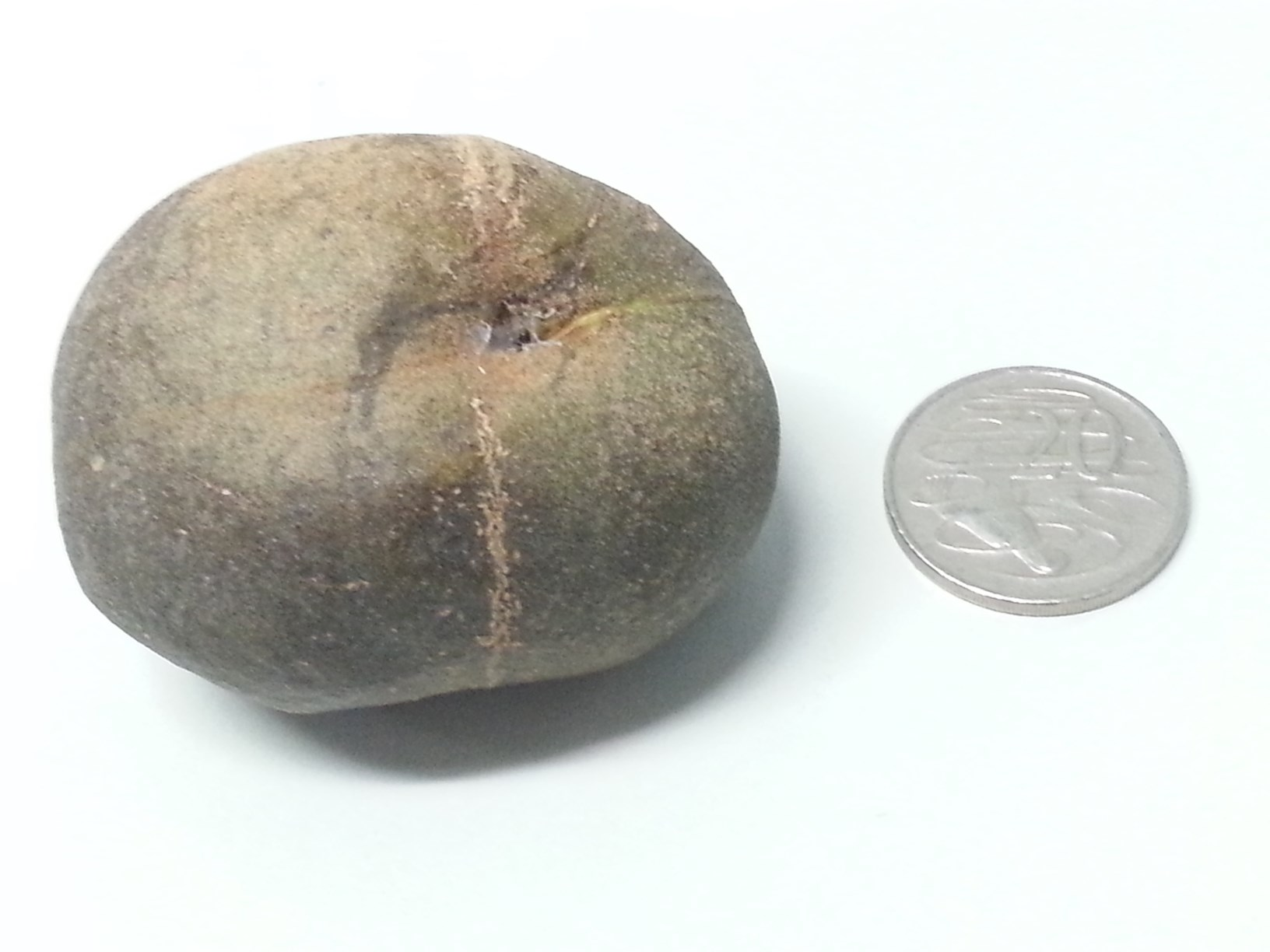
Fruit de bancoulier sec (face apicale).
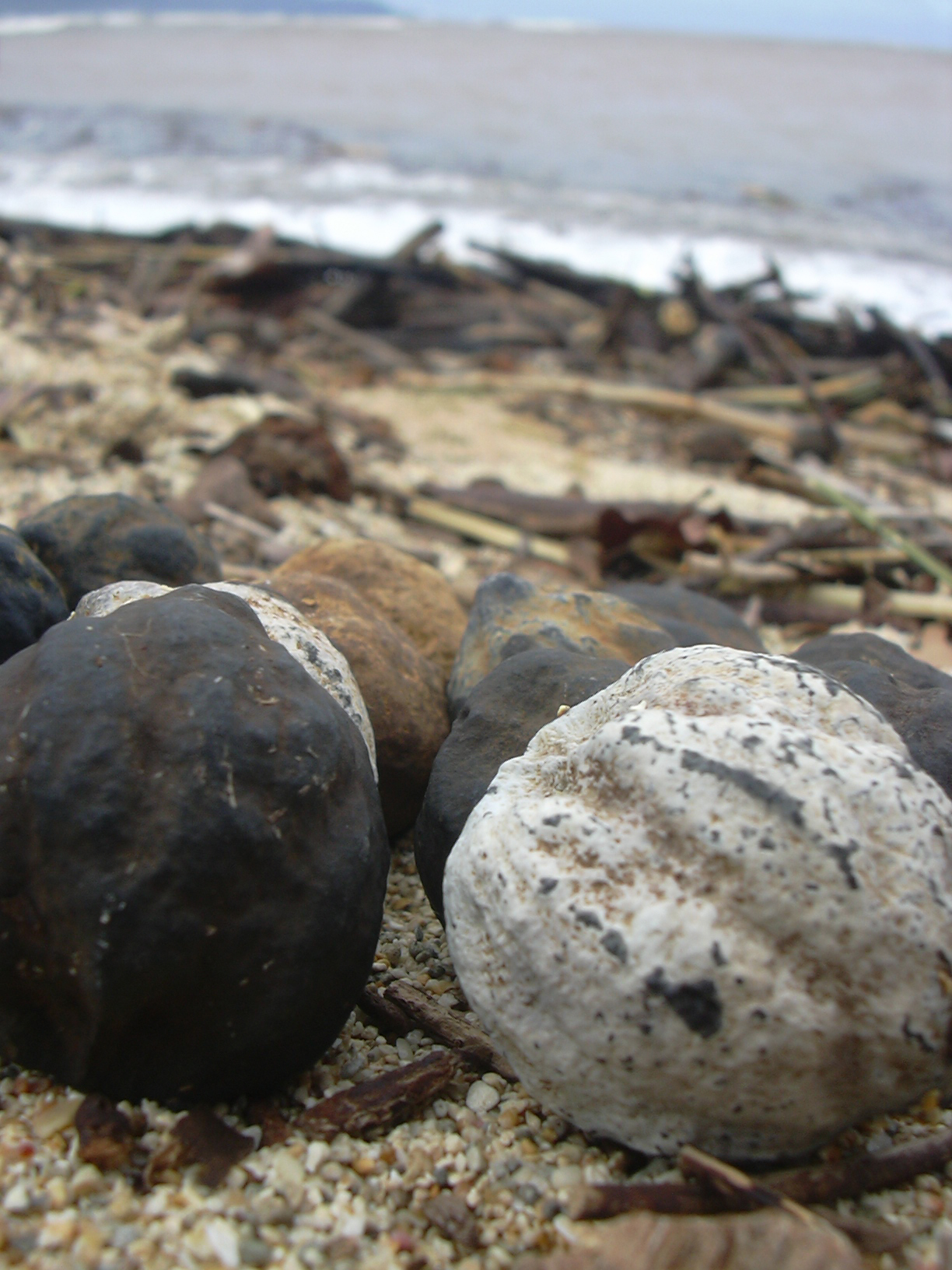
Noix de Bancoule dans une laisse de mer sur la plage de Kanaha (Maui).
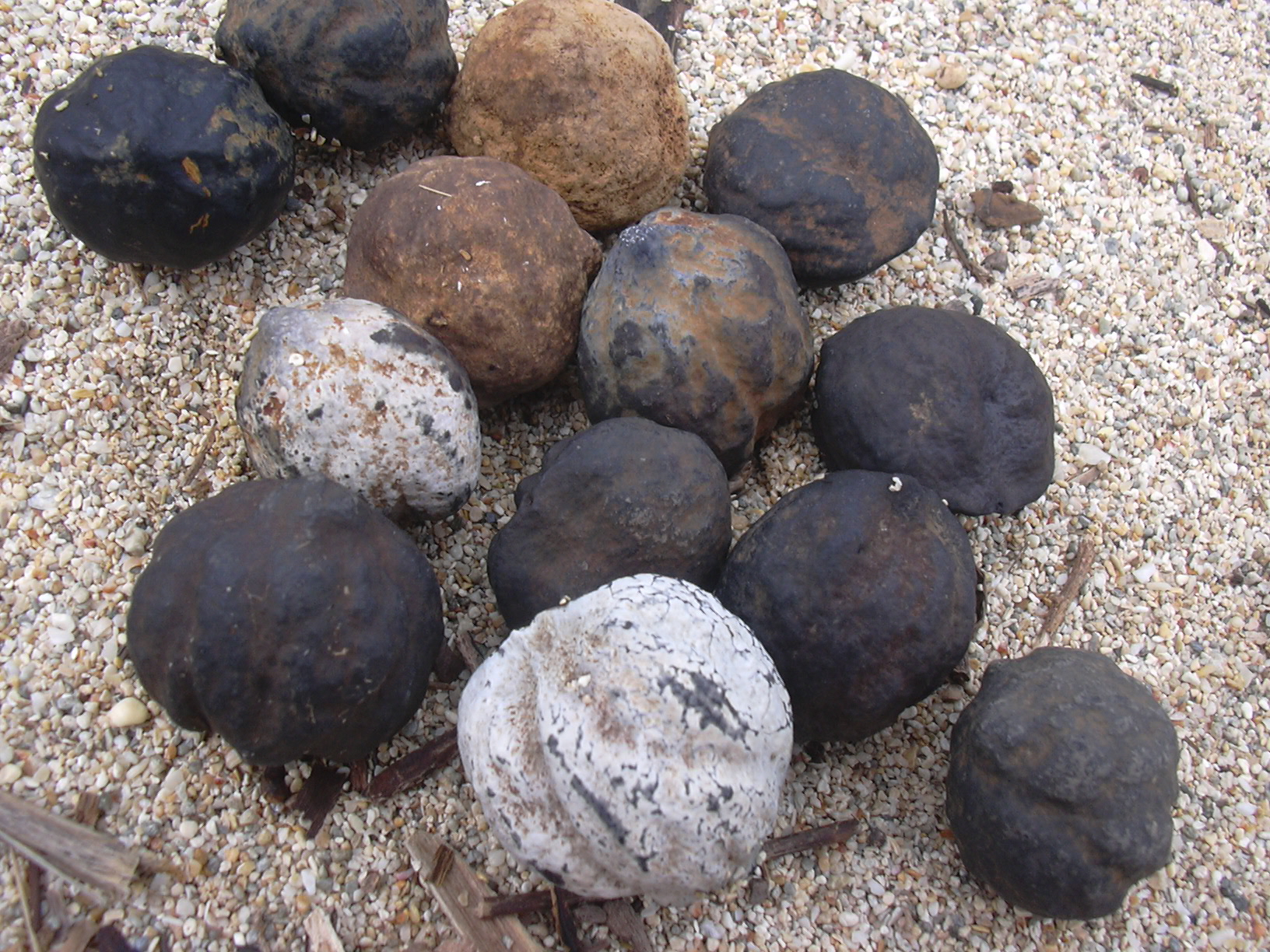
Noix de Bancoule dans une laisse de mer sur la plage de Kanaha (Maui).
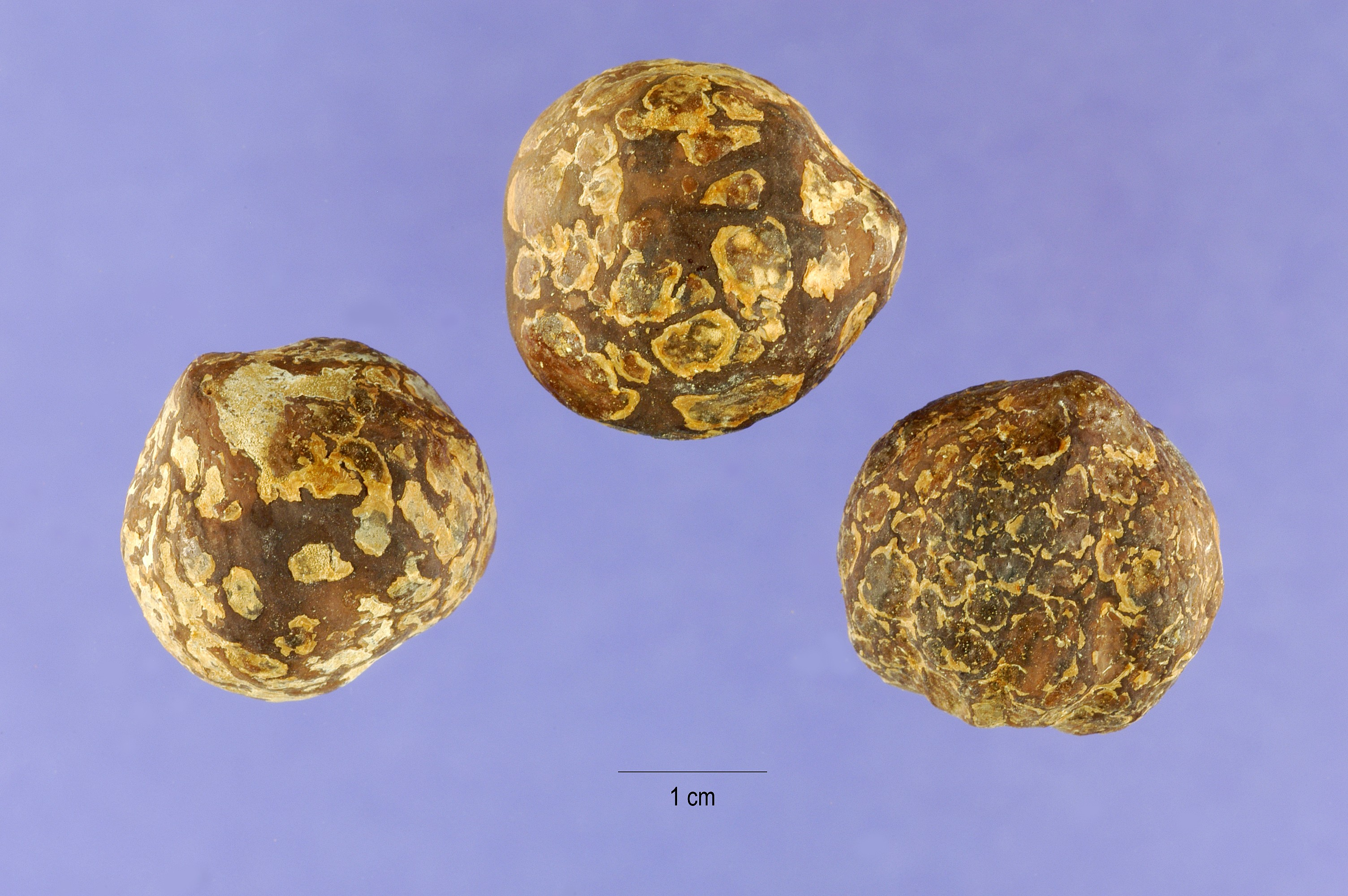
graines de bancoulier sèches (noix de bancoule).
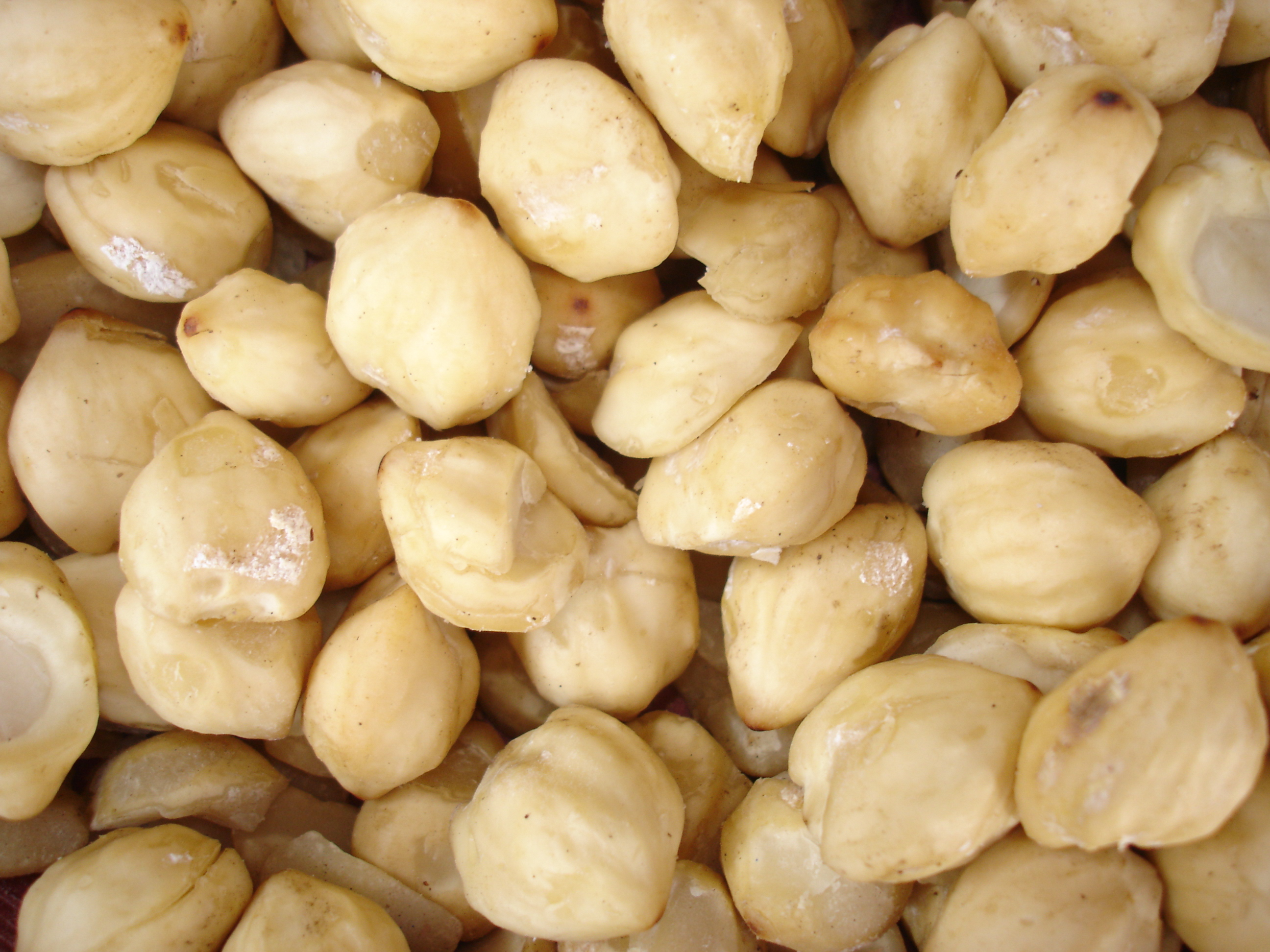
noix de bancoule fraiches.
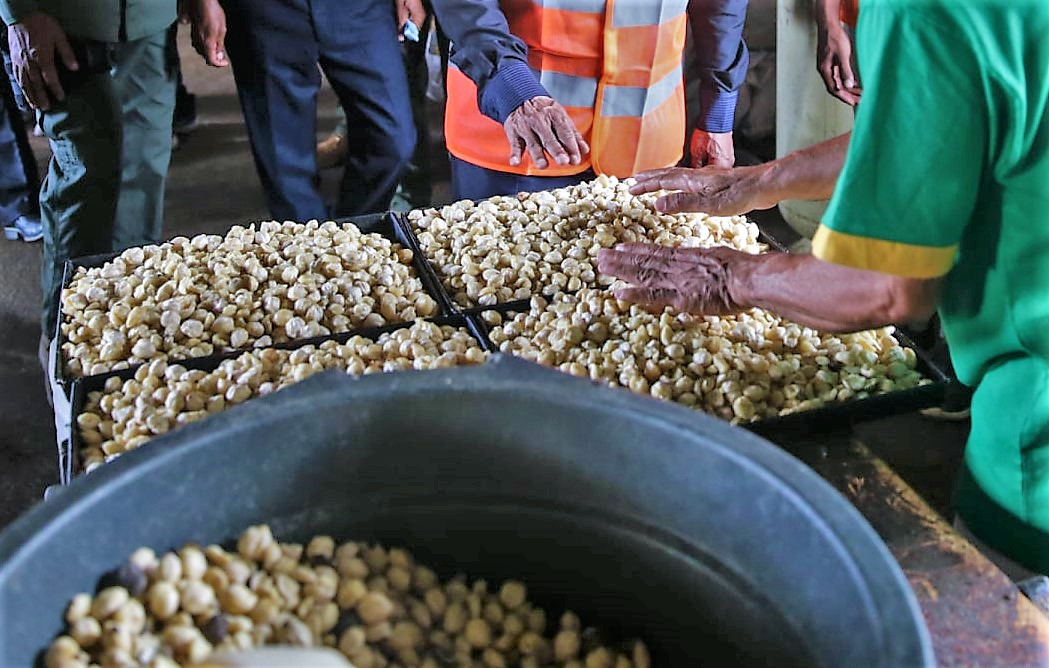
noix de bancoule dans une fabrique de produits cosmétiques à Baucau (Timor oriental).
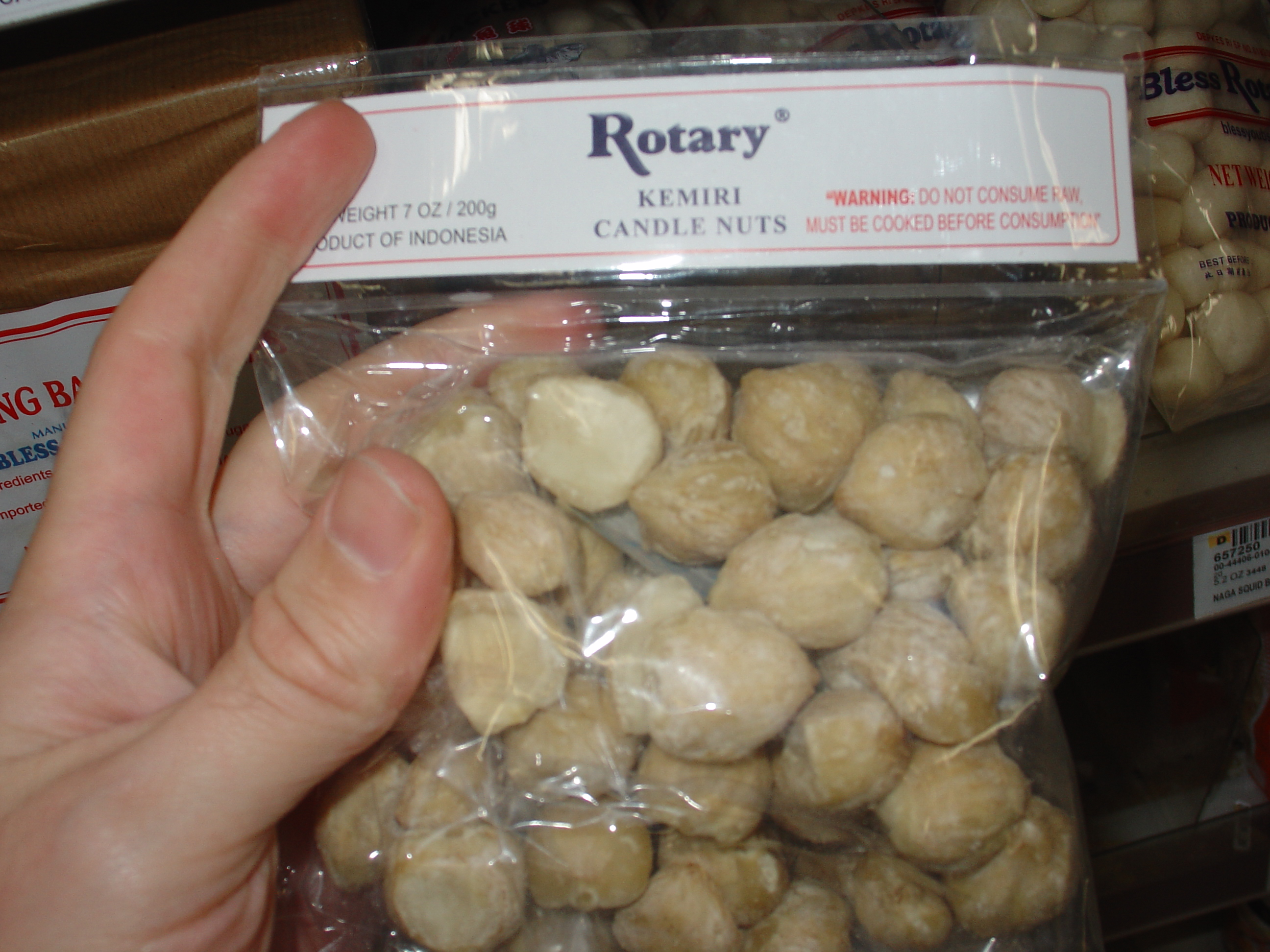
noix de bancoule (kemiri) dans le commerce en Indonésie.

## Distribution et habitat
Depuis l’antiquité, l’aire de répartition d’Aleurites moluccanus va de l’Inde à la Chine, en passant par toute l’Asie du Sud-Est, jusqu’à la Polynésie et la Nouvelle-Zélande.
Important sur le plan culturel pour les Polynésiens, l’arbre a été transporté à l’époque préhistorique dans l’Asie du Sud-Est et l’Océanie. Ces transferts anciens rendent difficile la distinction entre l'aire de répartition naturelle de l'espèce et les zones où elle a été introduite par l'homme. L’espèce semble originaire des régions indo-malaisiennes et avoir été introduite dans l’antiquité dans les îles du Pacifique. Après le XVIe siècle, elle a été introduite en culture dans de nombreux pays tropicaux et subtropicaux avec au moins 700 mm de précipitations et une saison sèche n’excédant pas cinq mois. Mais elle est le plus prospère dans les régions recevant plus de 2 000 mm de précipitations.
Il est devenu l’arbre national d’Hawaï sous le nom de kukui. Il est très fréquent dans les rues de Hong Kong. En Afrique, il est cultivé à petite échelle, par exemple en R.D. du Congo, en Tanzanie, en Ouganda, aux Comores, à Madagascar et en Afrique du Sud (Kwazulu-Natal et Mpumalanga). Il est présent au Brésil et dans de nombreuses îles des Caraïbes. Aux Antilles françaises, il est cultivé çà et là, et parfois persistant.
Il nécessite une humidité importante, et des températures tropicales, mais n'est guère exigeant sur la qualité du sol.
En Nouvelle-Calédonie, il est présent en forêt mésophile humide plus ou moins secondarisées et dans les formations sclérophylles. À La Réunion, le bancoule est naturalisé dans plusieurs localités de l'île et en particulier dans la forêt de Saint-Philippe et à Piton Saint-Leu. Il est présent à basse altitude souvent en bordure des ravines et en milieux forestiers perturbés. Aleurites moluccanus est une espèce classée comme potentiellement envahissante à La Réunion.

## Utilisations
À travers toute la Polynésie, le bancoulier est nommé dans les langues locales par des termes dont la racine signifie « lumière » en raison de l’usage des graines et de l’huile qui en est tirée pour l’éclairage.

### Noix de bancoule et huile de noix de bancoule
Le bancoulier (Aleurites moluccanus) est cultivé dans les pays tropicaux pour sa noix, fortement laxative crue mais pouvant cependant être consommée grillée. Au Vanuatu, des noix de bancoulier d’un certain[évasif] type, sont consommées sans effets toxiques apparents. L’analyse nutritionnelle de la graine à l’intérieur de la coquille très dure donne:
| Analyse des graines de bancoulier (g pour 100 g) |     |           |         |          |        |         |
| Énergie                                          | Eau | Protéines | Lipides | Glucides | Fibres | Cendres |
| 2 675 kJ                                         | 5-8 | 8-22      | 60-62   | 7-18     | 2-3    | 3-4     |

De l’huile est obtenue en pressant l’amande (la graine) de la noix de bancoule avec un rendement de 42 % à 60 %. Cette huile est généralement appelée en français huile de noix de bancoule, mais on trouve aussi huile de kukui (d’après le terme utilisé à Hawaï et dans l’aire linguistique maori) ou candlenut oil en anglais mais en aucun cas huile de tung – celle-ci est extraite d’une autre espèce d’Aleurites : l’Aleurites fordii.
L’extraction par solvant de l’huile de noix de bancoule donne une huile jaune clair (densité 0,92 g·cm-3) alors que l’huile obtenue par pressage, donne une huile plus foncée.
L’huile de noix de bancoule contient 15 % d’acide oléique (C18:1, un oméga-9), 40 % d’acide linoléique (C18:2, un oméga-6), et 30 % d’acide alpha-linolénique (C13:3, un oméga-3) soit un taux élevé d’acides gras insaturés (85 %).
L’analyse de cette huile tirée de noix de bancoule provenant de Polynésie (Hawaï, Tonga) a donné des résultats semblables:
| Acides gras (en %) de la noix de bancoule du Pacifique |              |               |                  |                     |
| a. palmitique                                          | a. stéarique | a. oléique ω9 | a. linoléique ω6 | a. α-linolénique ω3 |
| 6                                                      | 2-3          | 15-18         | 40-43            | 30-33               |

Les profils en acides gras sont semblables sur tous les spécimens et sont restés stables durant 10 ans.
Les noix de bancoule et l’huile qui en est extraite rancissent rapidement, en raison de l’insaturation des liaisons. Elles doivent être conservées au réfrigérateur ou au congélateur.
La toxicité est attribuée à une toxalbumine semblables à celle du ricin commun.
L’huile de noix de bancoule ressemble à l’huile de lin mais ses qualités pour l’industrie de la peinture sont moindre.
L’huile de noix de bancoule est fabriquée en Nouvelle-Calédonie, Hawaï, Polynésie, en Asie du Sud et en Chine ainsi que dans les Caraïbes où l’arbre a été introduit. Elle est utilisée dans la production de peinture, de résine, de savon, de produits cosmétiques et en médecine traditionnelle.
Pendant des siècles, l’huile a été utilisée pour l’éclairage. On enfilait plusieurs amandes bien sèches sur une tige végétale (nervure de feuille de cocotier, éclat de bambou) fixée verticalement. Après avoir enflammé l’amande supérieure, les amandes se consumaient les unes après les autres, si régulièrement qu’on pouvait les employer pour mesurer le temps durant la nuit. À La Réunion, pendant la Grande Guerre, faute de pétrole, les graines de bancoulier ont aussi servi à l’éclairage. On utilisait une mèche de raphia et des graines séchées au soleil. Le bois servait à la construction de barques. L’huile de noix de bancoule est considérée comme un laxatif puissant.

#### Cosmétique
À Hawaï, l’huile de noix de bancoule était exportée au XIXe siècle. Récemment, des produits de beauté ont été développés à partir de cette huile, appelée localement kukui nut oil. Cette huile est réputée efficace contre l’eczéma, la peau sèche et le vieillissement de la peau.
En Nouvelle-Calédonie, des flacons de 10 ml d’huile de noix de bancoule sont disponibles en ligne. L’huile calmante et régénérante est réputée soulager les lésions eczémateuses sèches ou les plaques de psoriasis. Elle est aussi utilisée pour démêler les cheveux secs et abîmés. Elle entre dans des cosmétiques.

#### Teinture, tatouage
Dans la culture kanak en Nouvelle-Calédonie, la teinture noire issue de la noix est utilisée pour enduire les sculptures de la grande case. Elle symbolise la protection des ancêtres pour les guerriers et les danseurs qui s'en enduisent le corps,.
En Polynésie, des teintures fabriquées à partir de diverses parties de l'arbre étaient utilisées pour teindre des vêtements en tapa (écorce végétale battue), des pirogues et dans le tatouage.

#### Cuisine

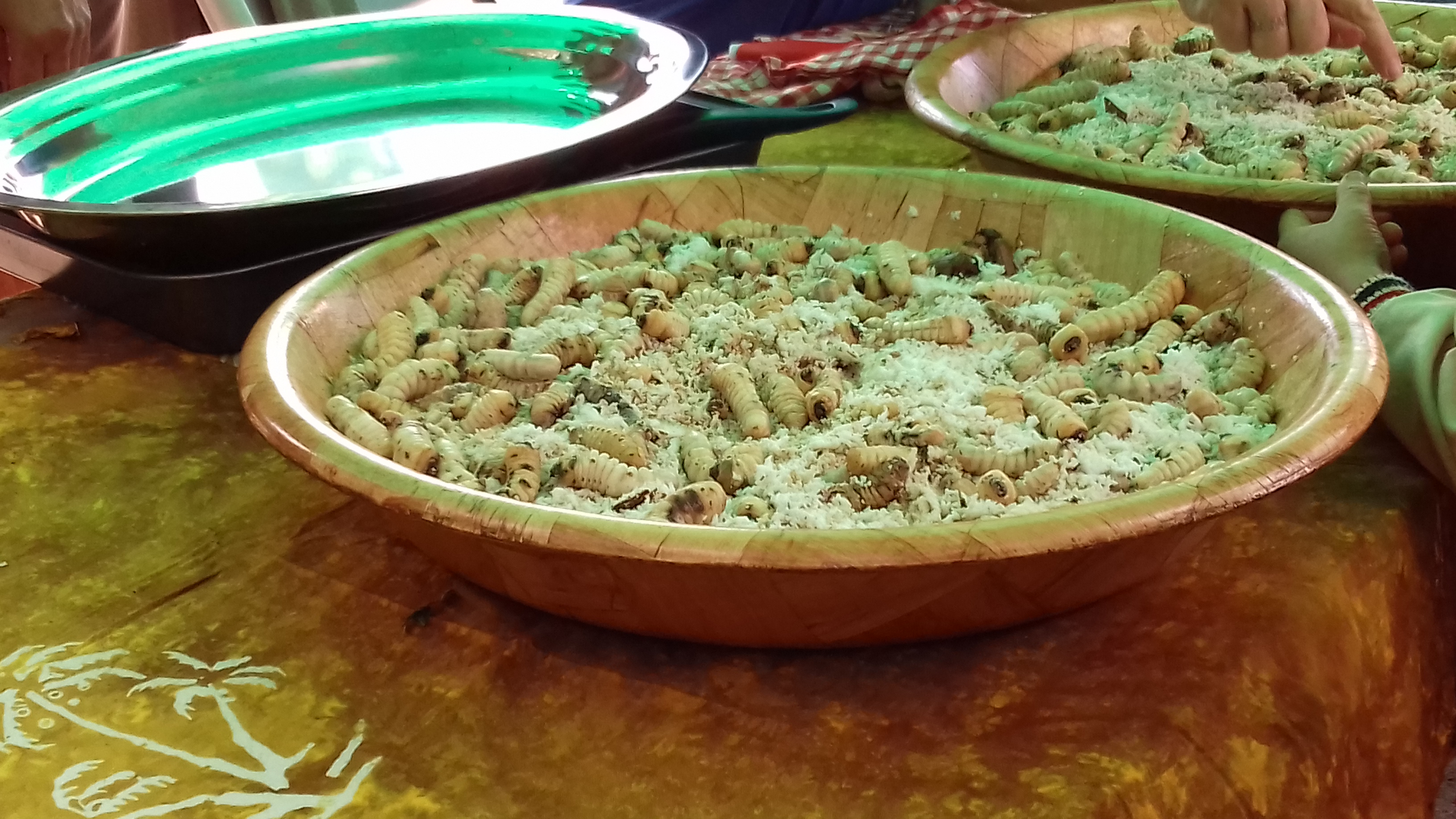
Vers de bancoule en train de dégorger dans du coco râpé

Les noix de bancoule sont utilisées dans la cuisine indonésienne ou malaisienne. Elles sont pilées ou broyées en une pâte avant d’être ajoutées aux currys, ragoûts et sauces pour agir comme exhausteur de goût et épaississant. En Indonésie, les tourteaux produit à la suite d’un pressage sont consommés comme en-cas, appelé dage kemiri.
Liste de plats indonésiens pouvant contenir de la noix de bancoule comme condiment: Ayam bakar (poulet), Ayam goreng (poulet), Bumbu (mélange d’épices, pâte d’assaisonnement), Kepiting saus Padang (crabe sauce padang), Bogor laksa (soupe), Ikan bakar (poisson grillé), Laksa (soupe de nouilles), Plecing kangkung (mets épicé de Lombok), Rawon (soupe noire) , Semur (ragoût de viande braisée), Sop saudara (soupe de bœuf).
À Hawaï, le poke qui était mangé par les premiers Hawaïens indigènes était constitué de morceaux de poisson du récif crus, fraîchement pêchés, salés puis aromatisés avec des algues fraiches (limu) et des noix de bancoule broyées (inamona). Actuellement la sauce des poke recourt à un grand choix d’assaisonnements : sauce de soja, huile de sésame, mayonnaise, piments ou inamona (des noix de bancoule écrasées et grillées).
En Nouvelle-Calédonie, les souches en décomposition du bancoulier abritent des vers comestibles appelés « vers de bancoule ». Il s’agit d’Agrianome fairmairei, la larve d'une espèce d'insectes coléoptères de la famille des Cerambycidae. Les larves peuvent atteindre 8 cm de long sur 2 cm de diamètre. Le ver de bancoule est comestible, à l'exception de la tête. Le fouillage et la consommation de ces vers donnent lieu à une fête annuelle à Farino, en Nouvelle-Calédonie. Il est dégusté après l'avoir fait dégorger quelques jours dans de la noix de coco râpée.

#### Médecine traditionnelle
En Indonésie, la graine est utilisée comme drogue laxative, les noyaux sont utilisés en cataplasmes pour traiter les maux de tête, les fièvres, les ulcères, les articulations enflées et la constipation, l'écorce est utilisée pour traiter la dysenterie, et les feuilles bouillies sont appliquées en extérieur pour traiter les maux de tête et la gonorrhée.
En Polynésie, toutes les parties de la plante (feuilles, graines, fleurs et écorces) ont été utilisées en médecine traditionnelle.
À La Réunion, les feuilles chauffées avec un fer à repasser, sont appliquées sur les articulations rendues douloureuses par de l’arthrose. La noix était recommandée pour l’estomac et les troubles intestinaux chez l’enfant, pour l'asthme, la mauvaise haleine, des lésions cutanées et des ulcères, pour le ventre gonflé.
Une grande prudence est recommandée pour l’usage en médecine traditionnelle de cette espèce dont toutes les parties sont toxiques.

#### Biogazole
L’étude des propriétés thermiques des esters méthyliques et éthyliques de l’huile de noix de bancoule a montré que cette huile peut contribuer à la production de biogazole.

### Arbre
Le bancoulier est couramment planté le long des rues dans les villages et villes. C’est le cas dans les rues de Hong Kong où il est utilisé comme arbre d’alignement.
Lorsque le bois est disponible en abondance, il est utilisé pour la sculpture et la fabrication de meubles, de petits ustensiles, objets d'artisanat et d'allumettes. Il convient à la pâte à papier. En Nouvelle-Calédonie, le bois est utilisé pour fabriquer des charpentes. C’est un bois très léger, facile à travailler qui a été utilisé par les Hawaïens pour faire des canoës légers mais à vie courte.

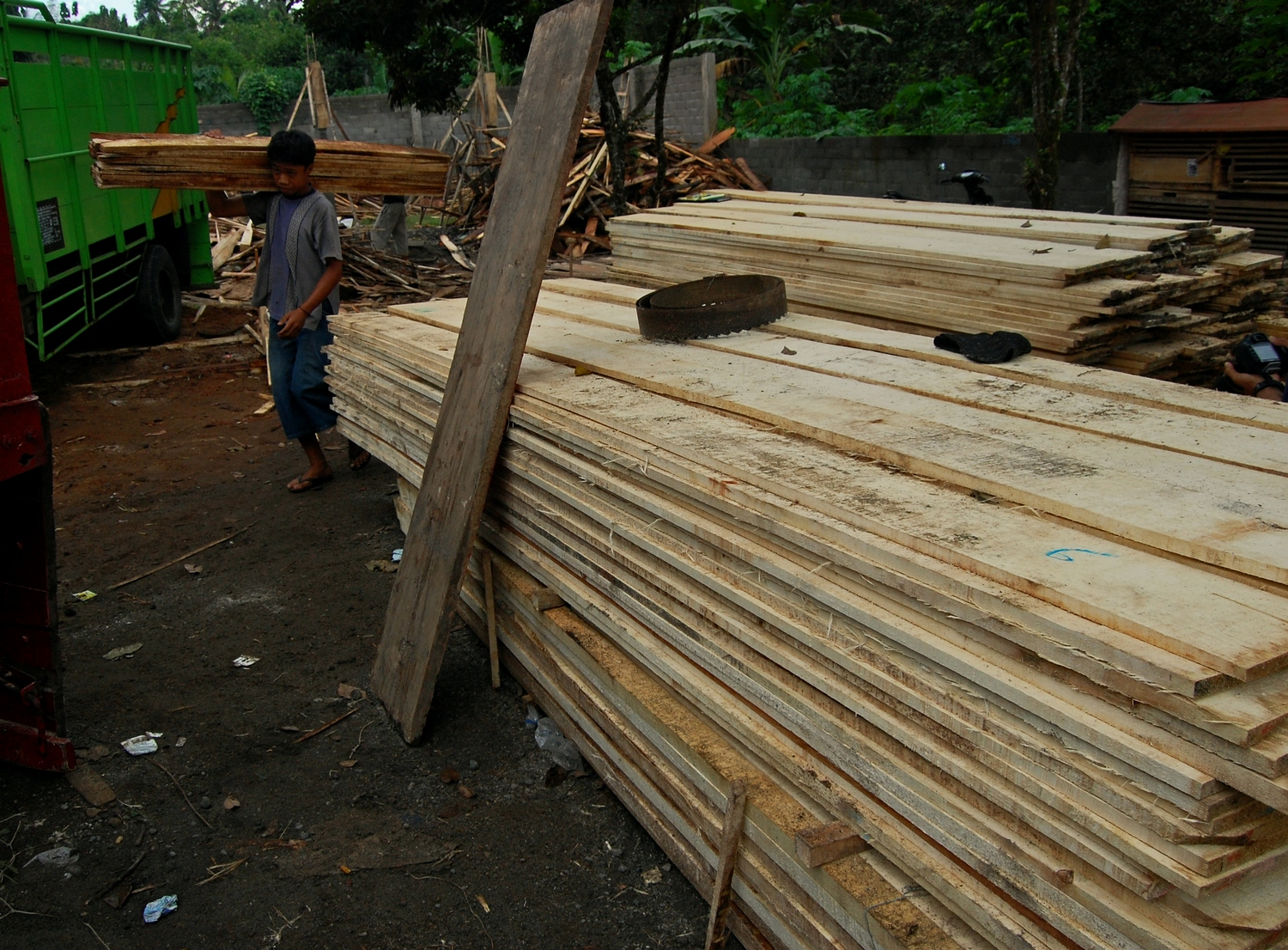
Planches de bancoulier, Lombok, Indonésie.
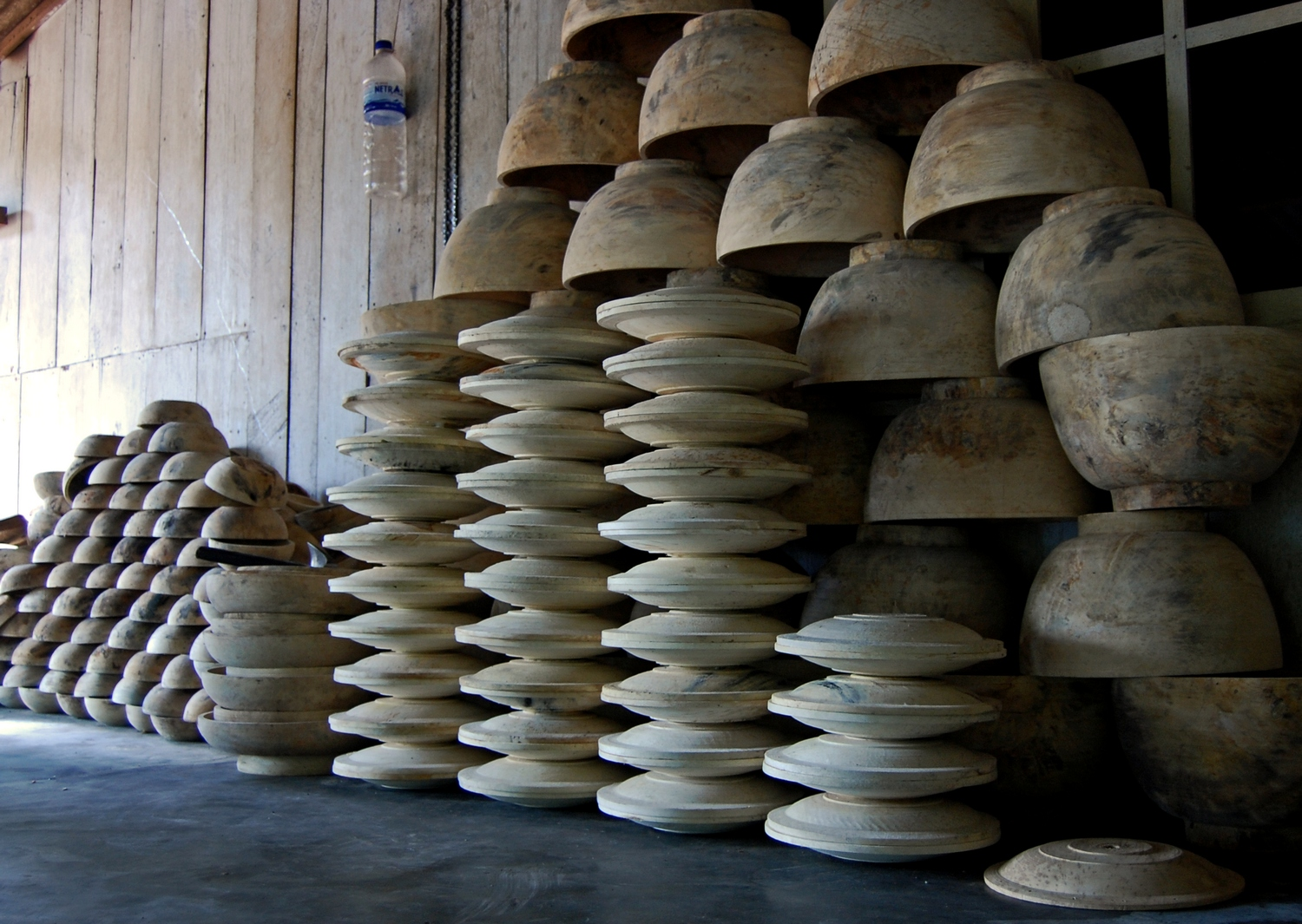
Plateaux, coupes en bois de bancoulier, Lombok.
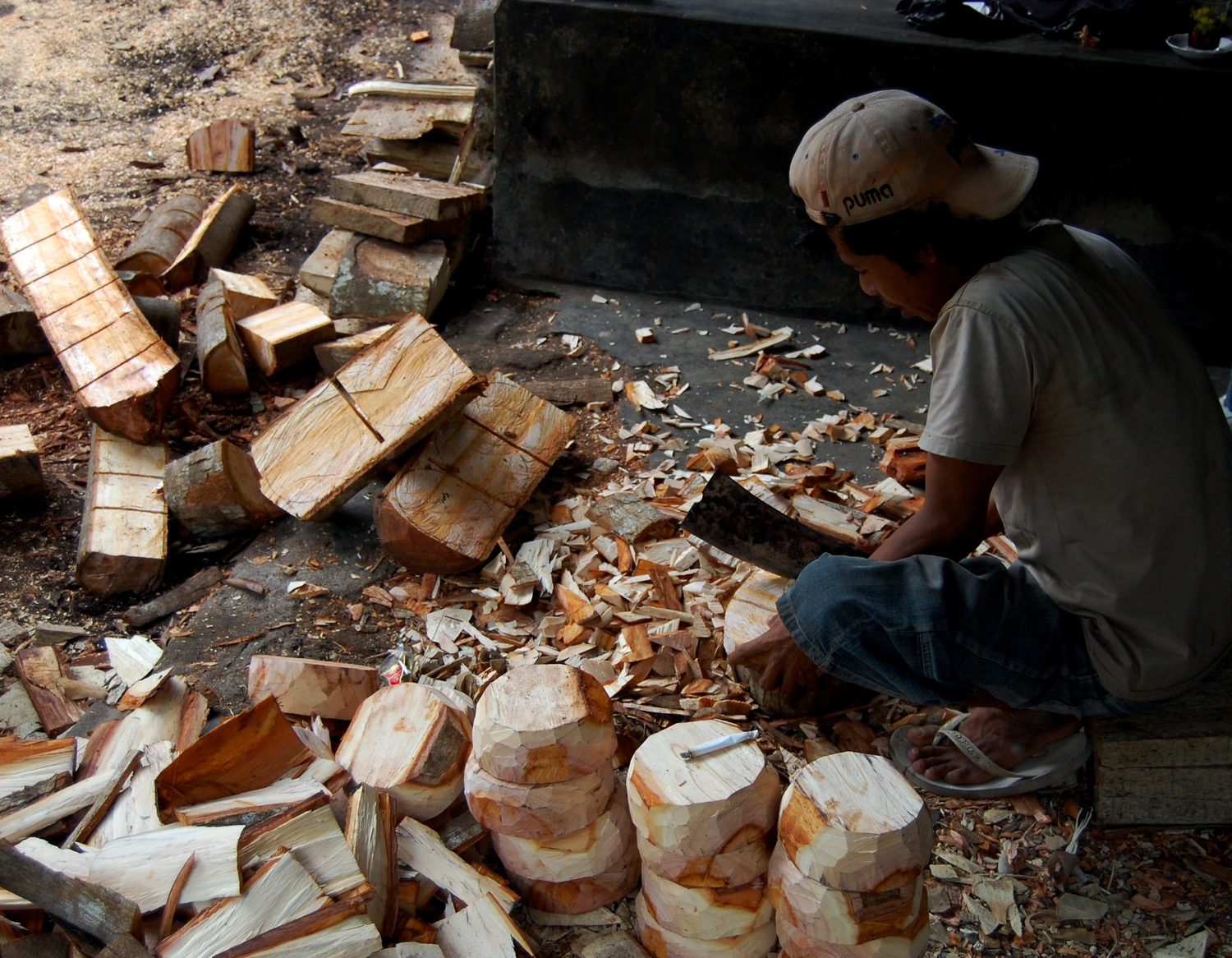
Fabrication de plat à fruits, Lombok.
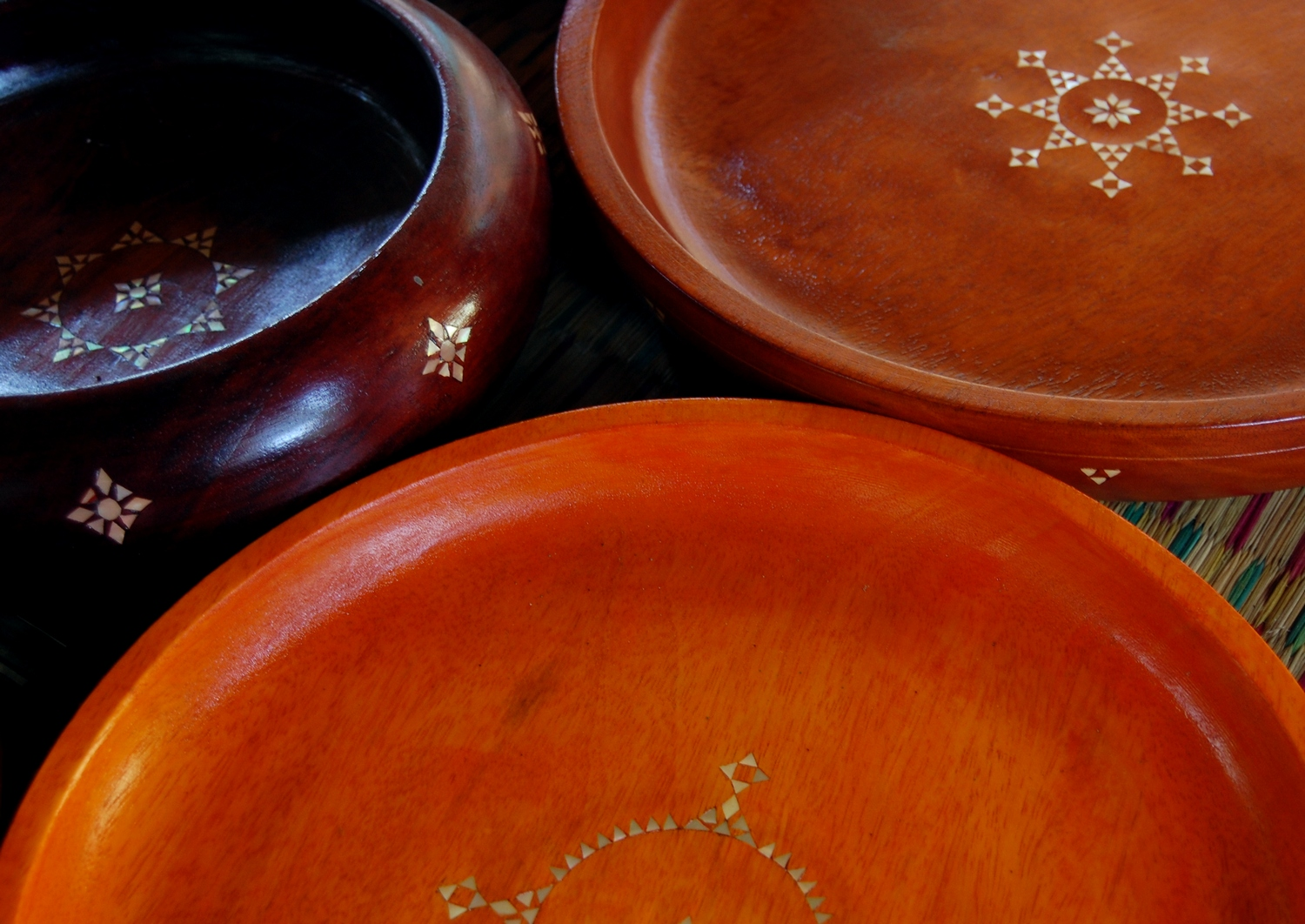
Artisanat en bancoulier, Lombok.